# 阿洛斯
阿洛斯（法語：Allos，法語發音：[alɔs]）是法国上普罗旺斯阿尔卑斯省的一个市镇，位于该省东北部，属于卡斯泰拉讷区。

## 地理
阿洛斯（44°14'25"N, 6°37'41"E）面积116.65 平方千米，位于法国普罗旺斯-阿尔卑斯-蓝色海岸大区上普罗旺斯阿尔卑斯省，该省份为法国东南部内陆省份，北起上阿尔卑斯省，西接沃克吕兹省，西北接德龙省，南至瓦尔省，东临滨海阿尔卑斯省，东北部与意大利接壤。
与阿洛斯接壤的市镇（或旧市镇、城区）包括：科尔马、普拉茨-上布莱奥讷、梅奥朗-勒韦勒、于韦尔内富尔、维拉尔科尔马尔、昂特罗讷。

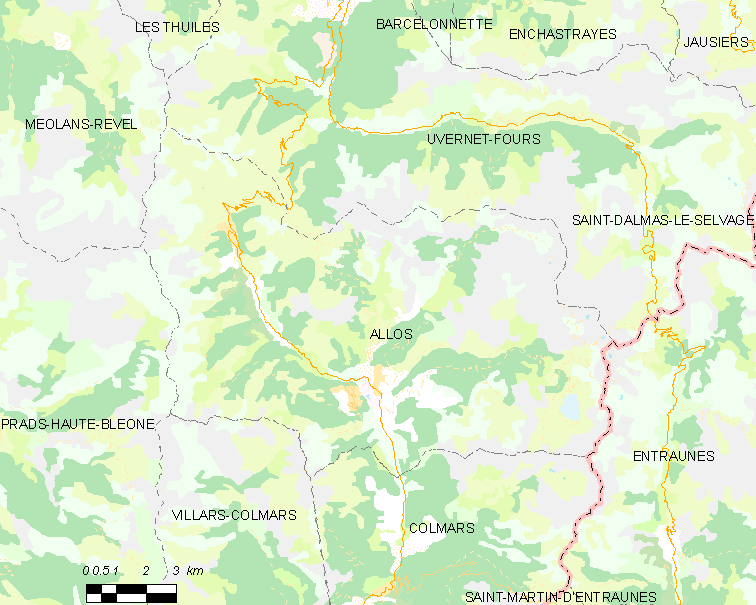
阿洛斯的OSM定位图

阿洛斯的时区为UTC+01:00、UTC+02:00（夏令时）。

## 行政
阿洛斯的邮政编码为04260，INSEE市镇编码为04006。

## 政治
阿洛斯所属的省级选区为卡斯泰拉讷县。

## 人口

1962-2008年间阿洛斯人口变化图示

阿洛斯于2022年1月1日时的人口数量为816人。

## 交通
上普罗旺斯阿尔卑斯省省道D980线经过阿洛斯。